# Plaça de la Palmera de Sant Martí
La plaça de la Palmera de Sant Martí va ser inaugurada l'any 1984 ocupant tota una "illa Cerdà" de la ciutat de Barcelona (en aquest cas sense els característics xamfrans)
El nom fa referència a la palmera que els arquitectes que van urbanitzar l'espai van respectar com a element simbòlic i que havia estat part d'una antiga fàbrica.
També és conegut com a "Barri de La Palmera" al conjunt de les illes de cases que envolten la plaça: de la Gran Via de les Corts Catalanes al carrer Guipúscoa i del carrer Cantàbria fins a la Rambla de Prim.

## Situació
La plaça es troba al Districte de Sant Martí (districte 10 de Barcelona), al barri de La Verneda i la Pau (barri 73) Concretament a l'illa que es troba entre els carrers d'Andrade i de Concilio de Trento, i entre el de Puigcerdà i el del Maresme.
El terme "de Sant Martí" es va afegir per evitar confusions amb l'anomenada "Plaça de les Palmeres" (al districte de Sant Andreu de Palomar) així com amb el "Passatge de les Palmeres" (districte de Nou Barris) de la mateixa ciutat.

## Precedents

### Passat agrícola
La major part d'aquest sector de l'antic municipi de Sant Martí de Provençals que els veïns coneixen com "La Verneda de Sant Martí" no es va començar a urbanitzar fins als anys cinquanta del s.XX ja que fins aquell moment era ocupat sobretot per camps de conreu, masies aïllades i fàbriques. Va ser un espai de treball i no de residència (especialment aquesta part per sota de l'actual carrer Guipúscoa). Era una terra fèrtil gràcies a l'abundància d'aigua freàtica dels pous i de les séquies procedents del Rec Comtal. S'obtenia una bona producció agrícola que era portada a Barcelona per l'antiga Carretera de Mataró (avui carrer Pere IV) o per l'antic Camí de la Verneda (que coincideix aproximadament amb l'actual carrer Guipúscoa) Tant la Gran Via de les Corts Catalanes com el carrer Guipúscoa (carretera N-II) no van ser obertes fins als anys 60 
L'espai que ara ocupa el barri de la Palmera quedava entre la riera d'Horta (avui Rambla de Prim) i la séquia de l'Isidret (aproximadament actual carrer de l'Agricultura) Ocupava gran part de la finca coneguda com Can Fitó.

### Primers habitatges
Al primer terç del s.XX van aparèixer alguns nuclis d'habitatges que avui han desaparegut totalment: van ser al carrer Puigcerdà (des de Guipúscoa i fins al xamfrà amb el carrer d'Andrade), al carrer Gelida i a l'antic passatge de Previsión y Hogar. Aquest últim va estar format per un conjunt de casetes modestes construïdes als anys 30 per la cooperativa anomenada "Mutua de Previsión y Hogar". Aquest passatge avui desaparegut quedava entre els carrers de Concilio de Trento, Guipúscoa, Cantàbria i Puigcerdà. A una de les façanes es podia llegir: “Previsión y Hogar. Sociedad Cooperativa de Ahorro, Crédito y Construcción. Barcelona, 1926” Les últimes cases van ser enderrocades l'any 1992 

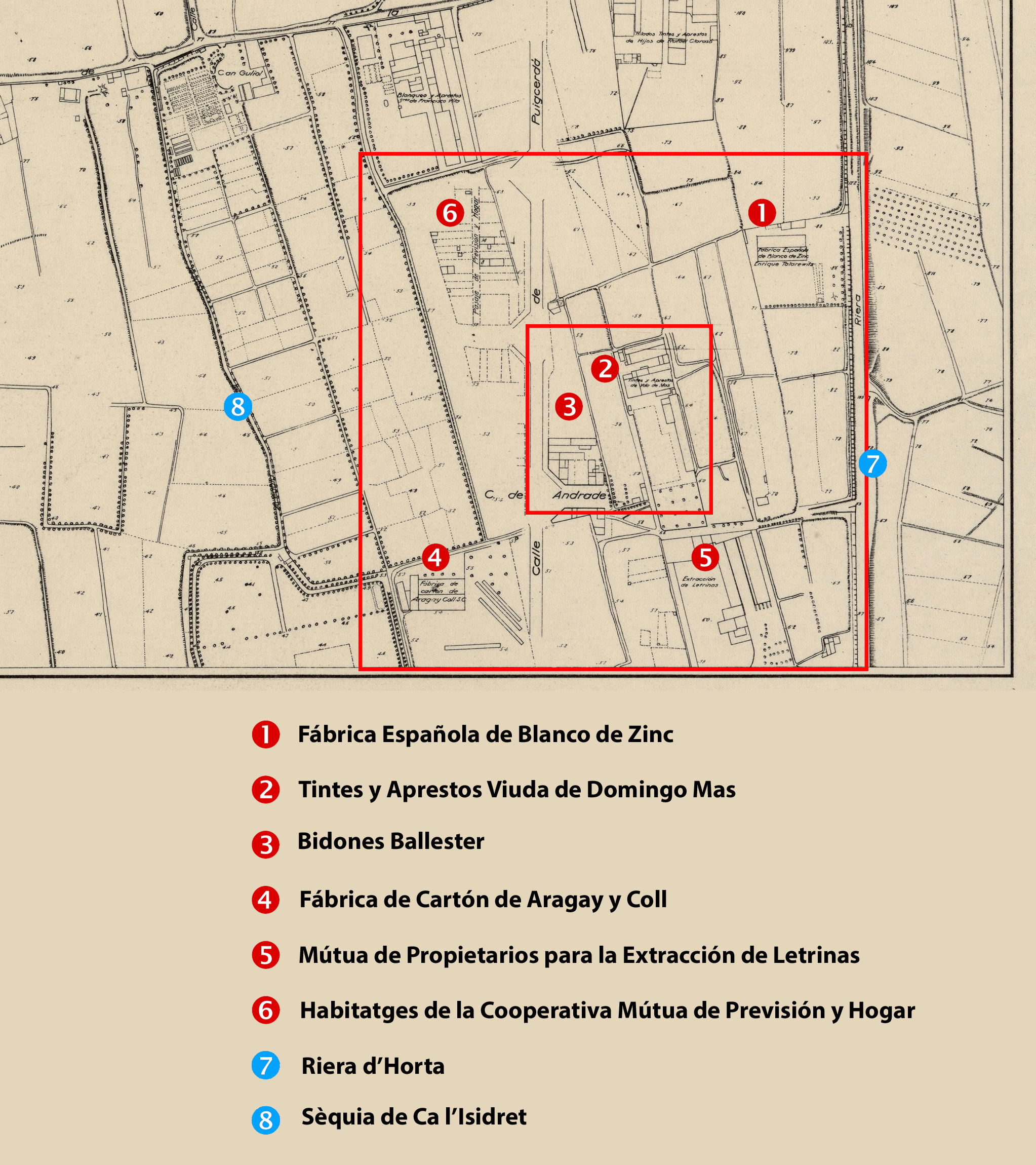
Espai de la futura plaça i barri de la Palmera l'any 1932

### Indústries
Des de finals del s.XIX els històrics camps de conreu i masies van anar sent substituïts per diverses plantes industrials (del sector tèxtil, químic i abocadors industrials de residus orgànics): 
- "Tintes y Aprestos de Viuda de Domingo Mas" Empresa tèxtil dedicada al blanqueig, tints i aprestos de filatures. És d'aquesta fàbrica de la que ens ha arribat una de les seves dues xemeneies. Tenia una petita construcció d'habitatges de dues plantes que es va mantenir fins a la construcció de la plaça. És a la porta d'aquesta casa on havia la palmera que acabà donant nom a la plaça i la barriada.
- "Mutua de propietarios para la extracción de letrinas" Va ser un gran magatzem de recollida i venda de materials orgànics provinents dels pous negres que servien per adobar els camps. Fins l'obertura de la Gran Via tingué l'accés per la Carretera de Mataró (avui carrer Pere IV) Construïda l'any 1881 fou una empresa amb un alt nivell tecnològic, ja que les corrents higienistes de l'època obligaven a unes estrictes exigències en matèria d'olors, d'emmagatzemament i de redistribució dels seus materials orgànics per adob de camps.
- "Bidones Ballester" Ocupà part de l'espai deixat per la fàbrica tèxtil mantenint l'antiga xemeneia (part més propera al carrer Puigcerdà) Va ser l'última indústria que continuà activa fins a la remodelació de la plaça (i la construcció del pàrquing subterrani)
- "Española de Blanco de Zinc" Estava situada a l'illa que avui formen el carrer Concilio de Trento, Guipúscoa, Maresme i Rambla Prim. El nom fa referència al òxid de zinc, que és de color blanc, quasi fluorescent, amb gran capacitat de pigmentació i que s'utilitza amb finalitats pictòriques i artístiques.
- "Cartones Aragay y Coll" Estava al carrer Puigcerdà prop del actual mercat. Va ser, junt amb la fàbrica de Arnella (situada a l'actual parc de Sant Martí) les dues grans empreses dels nostres barris dedicades al cartonatge. L'any 1953 disposaven d'unes quotes de producció assignades de 1.850 tones i 1.350 tones respectivament. Va patir un incendi l'any 1935 i va estar en funcionament fins als anys 60.

## La palmera que donà nom a la plaça
Quan s'urbanitzà la plaça els arquitectes Pedro Barragán i Bernardo de Sola només van mantenir dos elements de les construccions anteriors: la xemeneia i la palmera.
De fet al pati de la fàbrica tèxtil n'hi havia hagut tres palmeres però només es deixà una que es va mantenir quan després les naus van ser ocupades per l'empresa Bidones Ballester. Quan s'urbanitzà la plaça aquesta palmera devia tenir uns 130 anys i estava registrada com a "arbre d'interès local"

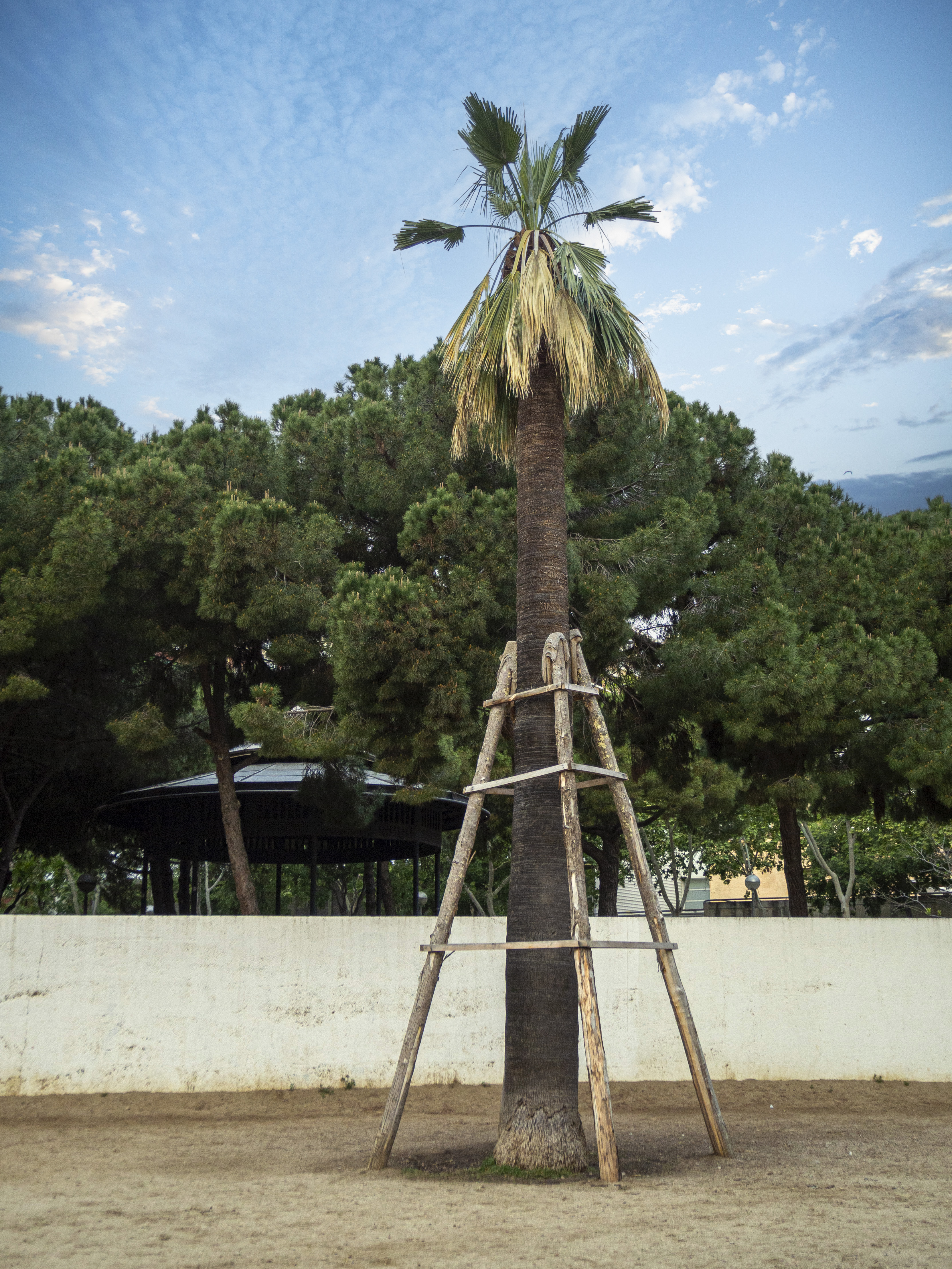
Segona palmera que substituí l'original

L'any 2016 la palmera, afectada per la plaga de l'escarabat conegut com a "morrut vermell" ("picudo rojo" en Castellà), va haver de ser talada com moltes palmeres del país durant aquells anys.
L'any 2017 la palmera original (del tipus Palmera Canària) va ser substituïda per una altra de l'espècie Butia Capitata (més coneguda com a "palmera de Brasil") en principi més resistent a la plaga de l'escarabat.

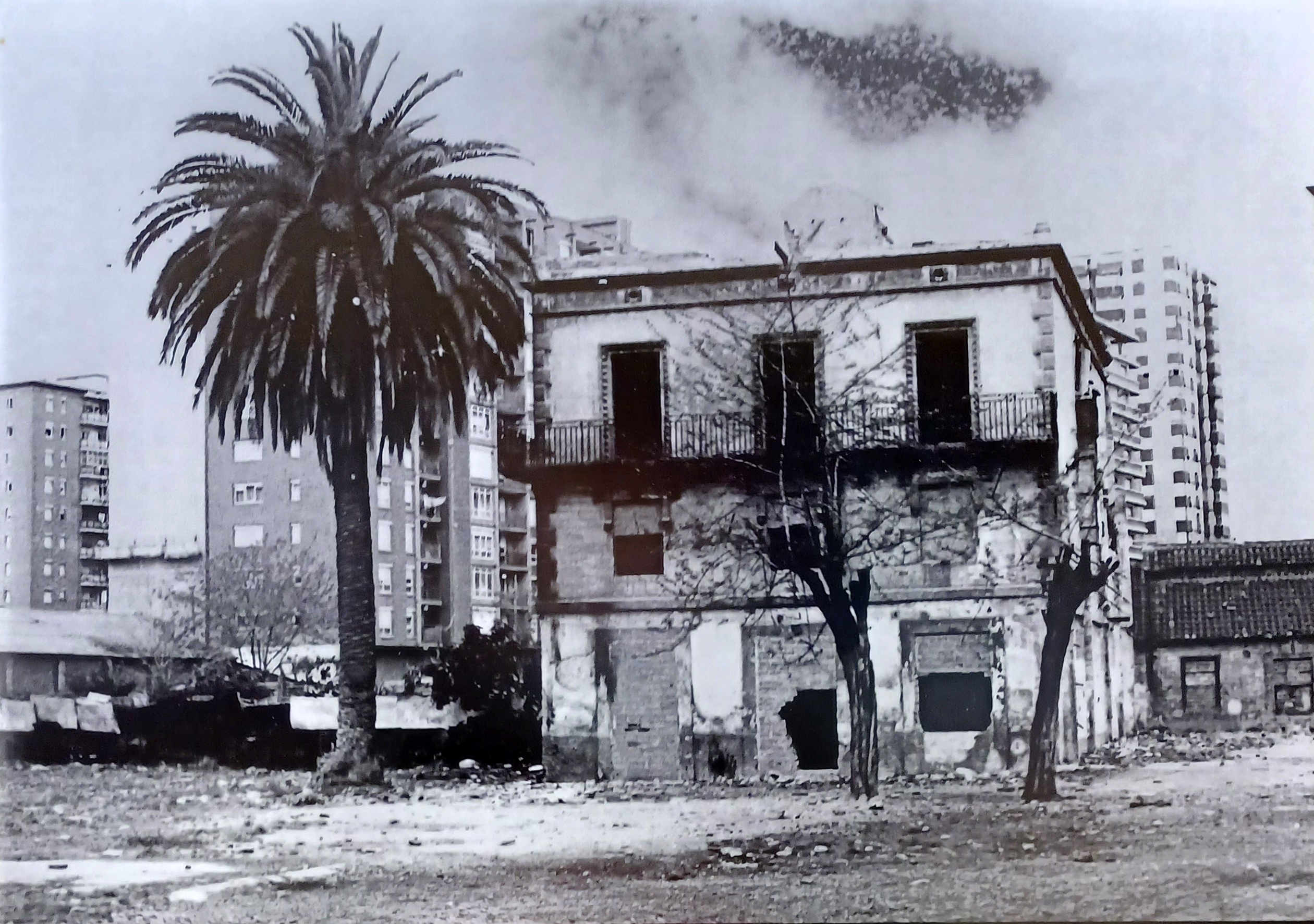
Palmera original a la porta de l'edifici desaparegut al recinte de la fàbrica.

L'any 2020 la premsa ja es feia ressò del mal estat d'aquesta segona palmera i de la més que probable nova substitució. Com així va passar.
L'any 2023 a una placa informativa es podía llegir “Aquesta palmera és successora de les que acollia el pati de Bidones Ballester, la fàbrica que hi havia en aquest espai. L'enderroc les va deixar a l'espai públic, i la més gran, desapareguda en 2016, va donar nom a la plaça quan es va inaugurar en 1984. La palmera que donava nom a la plaça era una palmera canària (Phoenix canariensis) l'actual és la palma Bangalow (Archontophoenix cunninghamiana). Malgrat que cap de les dues són espècies autòctones, s'adapten molt bé al medi de Barcelona.

## La lluita veïnal
Gran part del barri de la Verneda de Sant Martí proper al riu Besòs quedà inscrit dins el "Plan Parcial de la Zona Levante Norte" aprovat al 1958 per la Comissió d'Urbanisme. Aquests plans generals després s'anaren desenvolupant amb modificacions en diferents fases o plans parcials. La tercera fase del "Polígono San Martín" (després del conegut com "de la Mutua del Tèxtil" i el de la Verneda) va ser la que envolta l'actual plaça de la Palmera.
Les últimes fàbriques i magatzems ja obsolets van anar desapareixent l'últim quart del s.XX. El Mercat de Sant Martí es va construir l'any 1966 abans que molts dels blocs de pisos i va ser durant molt de temps l'únic equipament de la zona. La construcció dels blocs anà molt ràpid però molt sovint no anà acompanyat dels serveis més bàsics com l'enllumenat, voreres, clavegueram, transport públic o escoles. El bloc que s'edificà primer al sector va ser el del carrer Cantàbria situat davant del Club Esportiu Júpiter.
La zona de la Palmera havia estat projectada com a "d'alta densificació": on avui tenim la plaça es preveien 5 grans blocs de pisos (i un sisè on avui tenim el poliesportiu). Diverses promotores immobiliàries van comprar els terrenys amb la intenció de fer habitatges per a unes 400 famílies. Els veïns van veure perillar l'últim espai que quedava lliure en un sector ja molt dens i es van organitzar al voltant de l'única entitat que en aquell moment defensava els interessos del barri com ho va ser l'A.V.de Sant Martí de Provençals. Aquesta entitat havia viscut un procés de canvi i va passar d'estar controlada per representants de l'anterior sistema autocràtic, a tenir una junta elegida democràticament amb el desig de representar a totes les sensibilitats i interessos dels seus membres. Aquesta Entitat juntament amb l'AV de la Verneda Alta i l'AV de La Pau varen liderar el moviment reivindicatiu de tot el nostre territori. Així neix la lluita, l'any 1976, per la reivindicació d'una "plaça sense blocs" que va marcar el futur del que avui és el barri de La Palmera.
La lluita entre els veïns, autoritats i representants de la propietat va ser tant intensa que l'any 1977 l'Ajuntament es va veure obligat a pactar la compra d'aquests terrenys a les constructores per donar-li l'ús públic que reclamaven els veïns. En un moment en què s'anaven configurant les diferents opcions polítiques davant de les imminents primeres eleccions municipals, els diferents partits es van veure en l'obligació de marcar la diferència amb els que els havien precedit a les institucions. Això va permetre inaugurar la major part de la plaça l'any 1984 (encara quedaria el costat més proper al carrer Puigcerdà que no s'endreçaria fins passats els Jocs Olímpics)

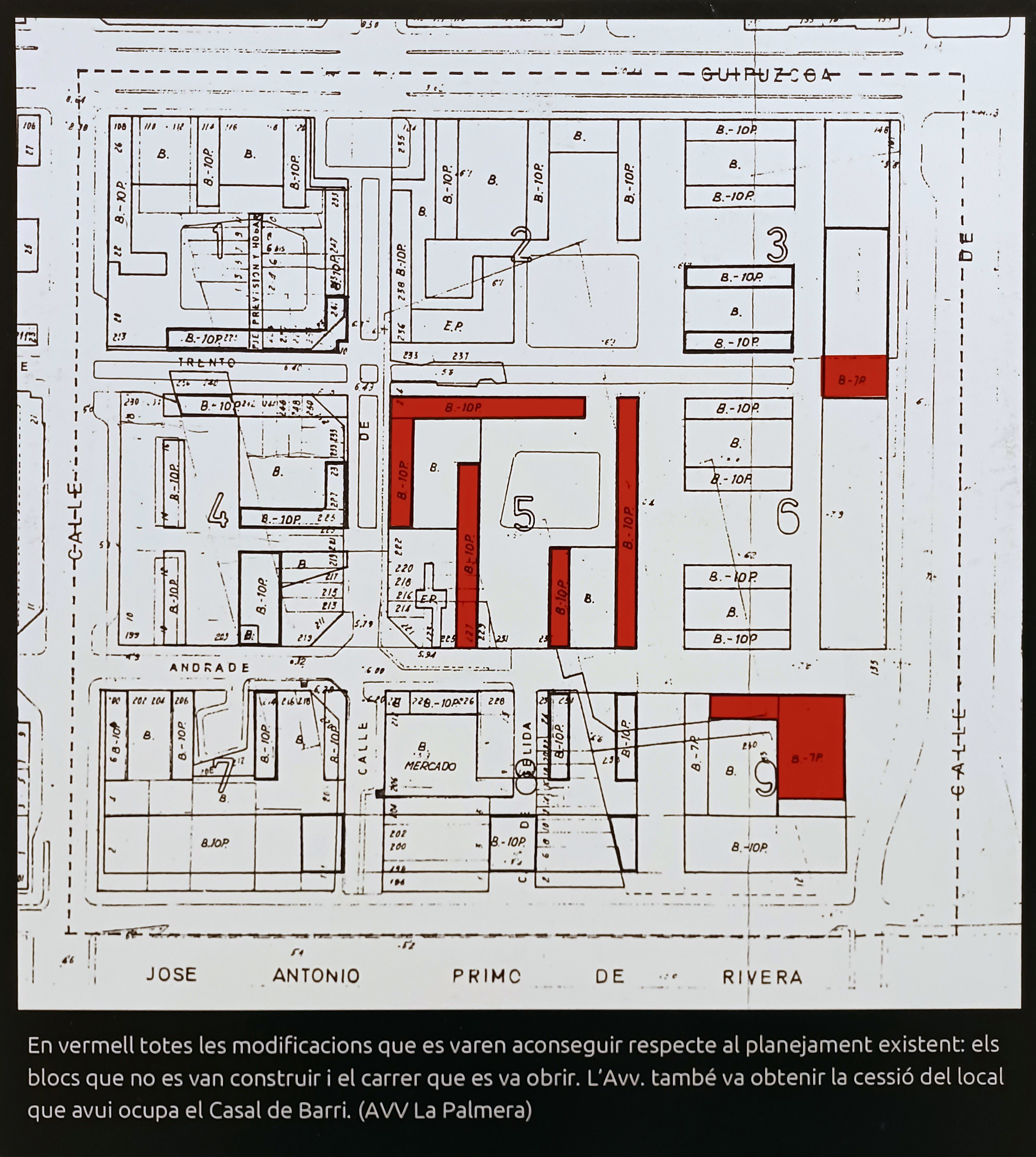
En vermell els 5 espais que van passar a espai públic (més el local cedit a l'AVV La Palmera de Sant Martí)

Els diners per comprar els terrenys i urbanitzar la plaça van sortir d'una permuta: l'edifici que avui és l'Hospital de Barcelona (a l'Avinguda Diagonal) havia estat construït inicialment per ubicar l'Hotel Hilton però s'havia fet amb més alçada de la que permetia la llei de manera que el Tribunal Suprem dictà que s'havia d'enderrocar una part o bé requalificar-lo per altres d'usos a canvi d'una important compensació econòmica.
D'aquesta manera els 3 propietaris dels solars (Degesa S.A., Cresinova S.A. i Ciudanova S.A. en representació de l'Hospital de Sant Pau) arribaven a un acord l'any 1981 aconseguint tot l'espai de la plaça, el solar de l'actual poliesportiu així com el local del Casal de Barri (al carrer de Maresme 244)
En 1984 el moviment associatiu del barri, amb la col·laboració del Consell de Districte s'elaborà el denominat "Pla Popular". Aquest incloïa totes les reivindicacions que en temes d'equipaments el veïns demanaven sent els més significatius l'escola, el poliesportiu, els equipaments socials, l'ampliació del mercat o l'expropiació de la resta de la plaça.
L'herència de la lluita i compromís que ens ha deixat la desapareguda AV de la Palmera de Sant Martí, avui està representada per l'entitat que ha assegurat la seva continuïtat: l'AV de la Palmera Centre. Per problemes administratius no es va poder mantenir el seu nom original, però han sabut persistir en un treball ara més enfocat a mantenir viu el sentiment de pertinença al barri, de garantir la qualitat de l'espai urbà, desenvolupar-hi noves i reeixides activitats culturals, i d'assegurar la construcció dels nous equipaments al seu voltant.

## Urbanització de la plaça
Els arquitectes Pedro Barragán i Bernardo de Sola van justificar el seu projecte d'urbanització de la plaça com a solució de cohesió d'un entorn de poca qualitat constructiva típica dels anys seixanta. La diagonal que dibuixen els dos arcs concèntrics de l'escultura de Richard Serra defineixen dos espais amb llenguatges i usos diferents.
A una banda del mur trobem una zona ombrívola aconseguida amb un conjunt de pins amb bancs, paviment de llambordes i un quiosc de música (també hi trobem la xemeneia, els jocs infantils, el rellotge o l'accés al pàrquing subterrani)
I l'altra banda del mur contrasta amb un gran espai buit pavimentat amb sauló i limitat per una graderia que absorbeix el desnivell. És aquest el costat lluminós i adient a actes col·lectius. Completa aquesta part una gran torre d'il·luminació tractada com a element escultòric. Aquesta idea inicial però ha quedat alterada posteriorment afegint en aquest costat del mur alguns elements com ara uns jocs infantils, una cistella de bàsquet o més punts d'il·luminació.
Finalment la plaça va ser inaugurada el dia 11 de novembre (dia de Sant Martí, patró del districte) de l'any 1984, en presència de l'alcalde Pasqual Maragall (que havia succeït a Narcís Serra), del regidor García España, de l'escultor Richard Serra i d'una representació dels veïns del barri.

## Escultura "El Mur" de Richard Serra
L'escultura "El Mur" és l'element central que organitza la plaça. L'escultura és obra de l'artista nord-americà Richard Serra, emblemàtica i controvertida, símbol de benvinguda com també ho és la palmera, tots dos elements caracteritzen la plaça, sintetitzant així l'esperit acollidor d'aquest barri de la Verneda.

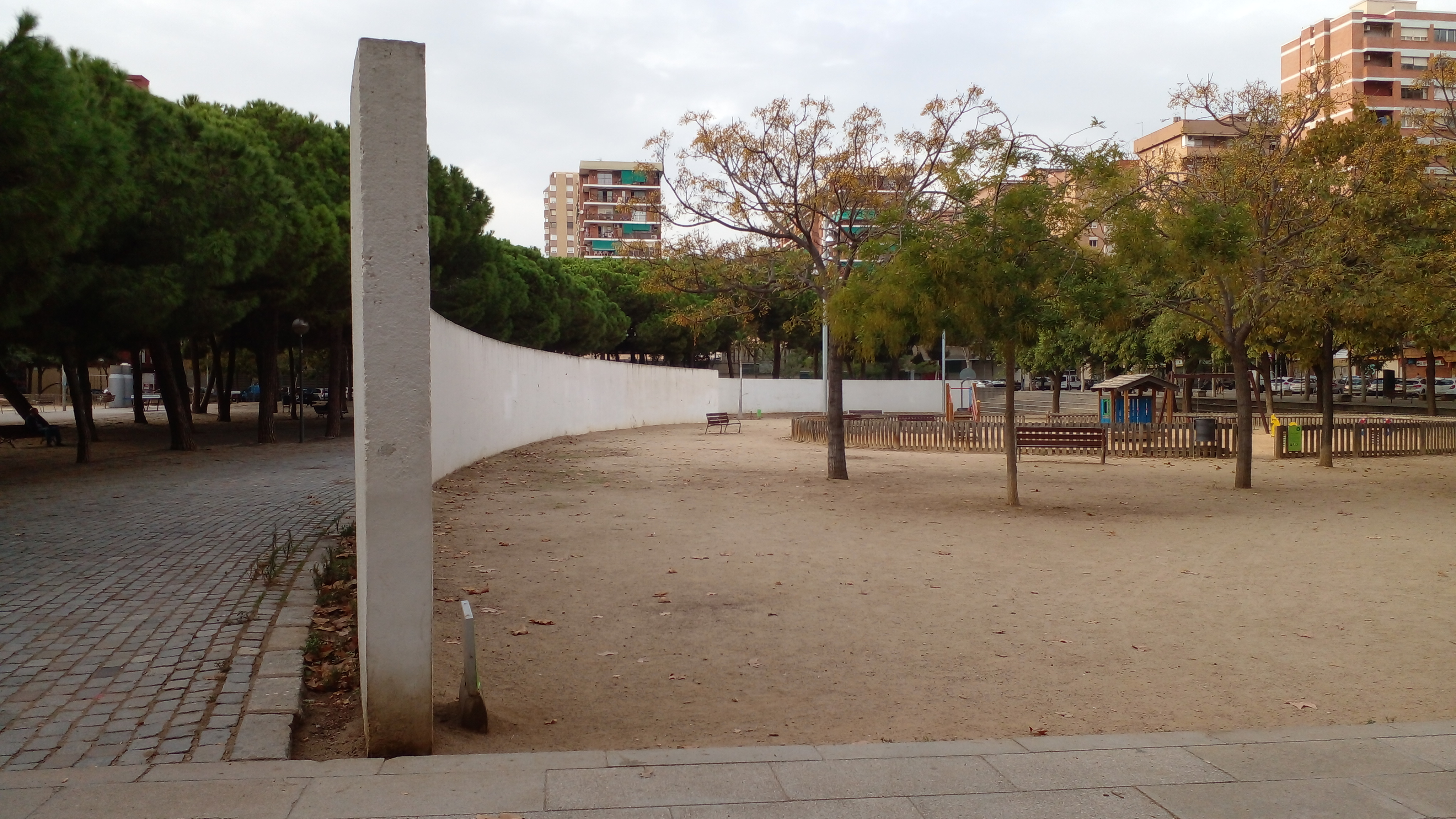
El Mur (Richard Serra)

Va ser la primera obra pública de Richard Serra a l'estat espanyol. L'escultor visità l'espai després que l'alcalde Narcís Serra (assessorat per l'escultor Xavier Corberó) va viatjar a Nova York al 1981 buscant artistes disposats a fer obres per dignificar els barris. La primera idea de Richard Serra era fer-lo en acer però es va descartar per motius econòmics. Finalment es va fer en formigó blanc amb pols de marbre.
L'obra està configurada per dos murs corbs de 53 metres de llarg cadascú i 3 metres d'alçada que accentuen la dinàmica de desequilibri. A més, creen dues atmosferes diferenciades: d'una banda, un àmbit amb una glorieta, bancs i arbres que donen ombra i foscor, i de l'altra, una esplanada sorrosa i càlida, amb la palmera com a element central.
La plaça i l'escultura van ser inaugurades per l'alcalde Maragall el dia de Sant Martí de l'any 1984
L'any 2022 l'escriptor Juan Tallón va publicar "Obra maestra", un llibre sobre la història real d'una altra escultura de Richard Serra (de 38 tones de pes!) desapareguda misteriosament del Museu Reina Sofia de Madrid. En aquest llibre l'autor recull a través dels comentaris que fan alguns dels personatges sobre "El Mur" com en un primer moment va costar d'entendre el simbolisme de l'escultura així com la dificultat dels veïns per veure'l com a una obra d'art. Fins i tot es recorda que van haver intents d'enderrocar-lo (per part de veïns o a les promeses electorals d'algun polític)
Actualment els veïns o bé han acceptat l'obra d'art amb més o menys convenciment o bé s'hi han acostumat.

## Altres elements de la plaça

### La xemeneia
És l'única xemeneia que s'ha conservat no només al barri de la Palmera sino a tota la Verneda de Sant Martí. Originària de la tèxtil Tintes y Aprestos de Viuda de Domingo Mas i després de Bidones Ballester. Originàriament la fàbrica tingué dues xemeneies.

### El rellotge
La primera idea era situar-la dalt de la xemeneia però finalment es va buscar un punt més proper. Tot i així el fet que estigui dalt d'un suport fa que sovint passi desapercebut entre les capçades dels arbres.

### El quiosc de Música
Estructura metàl·lica en forma de templet que en contrast del mur transmet lleugeresa, tendresa, sensibilitat,...

### La font mural
Aprofitant el mur producte del desnivell del terreny es van instal·lar 7 canelles d'aigua i una inscripció. Amb el temps van ser inutilitzades.

### La torre d'il·luminació
És l'únic punt d'il·luminació del costat de la plaça on hi ha la palmera. Més pròpia d'un estadi esportiu que d'una plaça urbana, està formada per una gran torre metàl·lica de 22 metres situada en un dels angles de la plaça i notòriament inclinada cap al centre de la plaça (15 graus respecte a la vertical) Descansa sobre una base de formigó. A més a més de la seva funció serveix com a element escultòric i emblemàtic. Els focus estan fixats a una estructura que pot desplaçar-se fins arran de terra pel seu manteniment.

### El faristol informatiu
L'any 2017 va ser instal·lat un faristol en un dels angles de la plaça informant dels orígens de la plaça així com la lluita veïnal que va precedir la seva urbanització.

### Aparcament subterrani
L'any 1996 es va produir un acord entre l'Ajuntament de Barcelona i la Generalitat de Catalunya, amb el suport de l'Escola d'Adults i la Coordinadora VERN, per construir l'Escola d'Adults a la plaça, a sobre de la coberta de la sortida del pàrking soterrani. El projecte va ser rebutjat pels veïns per no haver estat previst quan es construí l'aparcament i per la decisió de mantenir tot l'espai de la plaça sense construccions. Avui dia, l'esplanada de sorra és l'espai destinat a diverses activitats festives com la instal·lació de firaires o l'arribada dels Reis Mags.

### Ruta esportiva
Un banc en forma de fletxa indica la parada de la ruta. Situada en el Km 0,8 de la ruta que comença a la Plaça de Llibertat Ródenas (Rambla de Guipúscoa amb el carrer del Maresme)

## El nom de "La Palmera"
La Palmera no només dona nom a la plaça sino també a la barriada, a una escola (1986), al Casal de Barri, a una pista poliesportiva municipal, a un popular club de petanca, una associació de veïns (primer "AVV La Palmera de Sant Martí" més tard "La Palmera Centro") una escola de sardanes,... El nom de l'escola bressol municipal Margalló sembla referir-se també a aquesta mena de planta (aparentment "germana" petita de la palmera)

## LLista de referències
1. ↑  Capella, Antoni. Sant Martí
Col·lecció Barri a barri.  Barcelona: Cossetània Edicions i Ajuntament de Barcelona, p. Pàgines 102-103. ISBN ISBN 9788497917834.
2. ↑   «La Verneda de Sant Martí, l'horta de la ciutat». Revista Auro Invento
Número 2., Any 2021, pàg. Pàgina 21.
3. 1 2  Tallón, Juan. Obra maestra (en castellà).  Editorial Anagrama Narrativas hispánicas, 2022, p. Pàgines 60-62. ISBN 978-84-339-9941-2.
4. 1 2 3 4   «Història de la Palmera de Sant Martí». Revista Auro Invento
Número 4, 3-2022, pàg. 64-68.
5. ↑  Huertas, Josep Maria. 50 Vegades Barcelona.  Barcelona: Ajuntament de Barcelona, 1995. ISBN 8476097352.
6. ↑   Els Barris de Barcelona
Volum IV.  Barcelona: Editorial Enciclopèdia Catalana, 2000, p. 257. ISBN 8441227713.

## Altra documentació
Exposició "Història de la Palmera de Sant Martí" organitzada per l'Associació de Veïns de la Palmera Centre
SELAV (Societat d'Estudis de la Verneda de Sant Martí) 